# Tempest (Arcade-Spiel)
Das Arcade-Spiel Tempest wurde von Dave Theurer programmiert und erstmals 1980 von Atari als Arcade-Automat vorgestellt. Das Spiel hat seit Beginn echte 3D-Vektorgrafik. Der Spieler steuert mit einem Drehregler (Paddle) ein kleines Raumschiff, das am Rande eines tunnelförmigen Rasters entlangfährt und muss herannahende Gegner eliminieren. Die Form dieses Rasters ist zunächst oval, ändert sich aber im weiteren Verlauf. Neben der Standardwaffe (dem Blaster), gibt es die Superzapper-Waffe, die alle Gegner sofort vernichtet. Diese starten in der Bildschirmmitte und dürfen nicht zum Spieler (am Rand) gelangen.
In der Grundversion gibt es 16 verschiedene Level.
Mit Tempest 2000 erschien 1994 eine grafisch stark verbesserte Version von Jeff Minter für die Atari-Jaguar-Spielkonsole. 2000 erschien mit Tempest 3000 eine Version für das Nuon DVD System, welche neben dieser grafisch opulenten Version auch die Tempest-2000-Version enthält. Da sich die DVD-Player mit dem Nuon-Chip nicht durchsetzen konnten, ist diese Version nahezu unbekannt. 2018 erschien Tempest 4000 für Xbox One und Xbox Series und PlayStation 4 und 2022 für Nintendo Switch.
Ab Ende 2006 entwickelte Thorsten Kuphaldt das Freeware-Remake Typhoon 2001. Es basiert hauptsächlich auf Minters Version und wurde für Linux und Windows veröffentlicht.
Die Version für den Atari 2600 wurde abgesagt, es existiert aber ein Prototyp.
2003 wurde es innerhalb der Sammlung Atari: 80 Classic Games in One! für Microsoft Windows und ein Jahr später in der Atari Anthology für PlayStation 2 und Xbox wiederveröffentlicht.
Tempest gehörte zur zweiten Riege von Computerspielen, die das Museum of Modern Art am 28. Juni 2013 in seine Dauerausstellung aufnahm.
Das Spiel ist auch wesentlicher Bestandteil der letzten Kapitel des Buches Ready Player One von Ernest Cline.